# Trần Ngọc Lầu
Trần Ngọc Lầu (1863 - 1937), còn có tên khác là Trần Ngọc Dung hay Trần Ngọc Bích, tục danh: cô Ba Lào. Bà được xem là một nữ sĩ tiền phong của đất Vĩnh Long xưa, thuộc Việt nam.

## Cuộc đời
Trần Ngọc Lầu, người ở tỉnh Vĩnh Long, là con của Thủ Khoa Trần Xuân Sanh. Do mẹ mất sớm, cha bà đã cưới thêm vợ sau, nhưng không may gặp phải người đanh đá, nên họ chung sống với nhau không lâu.
Khoảng năm 1867, sau khi sáu tỉnh Nam Kỳ đều thuộc Pháp và người vợ kế đã bỏ đi, cảnh sống càng thêm túng quẫn, nên cha con bà phải rời quê để đến Mỹ Tho tìm sinh kế. Ở nơi mới, ông Sanh làm nghề dạy học và hốt thuốc.
Là con nhà có học, xinh đẹp, biết làm thơ nên bà thường bị người khác phái trêu ghẹo. 
Trong Vĩnh Long xưa, tác giả Huỳnh Minh cho biết:
Từ thửa trẻ, bà đã cùng một bạn trai tên Nguyễn Hữu Đức (bút danh Phụng Lãm) yêu nhau. Ông này cũng là một khách tài hoa, văn chương lỗi lạc. Nhưng về sau, ông Đức đã phụ bà để cưới vợ giàu, khiến bà phải cười đau khóc hận. 
Theo sách Nam Kỳ Lục Tỉnh của nhà nghiên cứu Hứa Hoành, thì: Sau đó, Trần Xuân Sanh đến ở Phong Điền, Cần Thơ để dạy học. Ở đây, bà Trần Ngọc Lầu quen với cai tổng Lê Quang Chiểu, là người có chức quyền, giàu có và khá thành thạo thơ văn.
Và chính nhờ thơ văn mà hai người có dịp gần gũi, để rồi chẳng bao lâu bà Trần Ngọc Lầu chung sống với ông Chiểu như vợ chồng. Cuộc tình duyên nầy éo le, vì ông Chiểu đã có vợ nhà, lại còn đèo bòng nên gia cảnh ngày thêm lục đục. Bà Lầu chán ngán, âm thầm dứt tình về quê, mặc dầu đang có thai 4 tháng.
Về Vĩnh Long, bà phải gạt lệ bán bớt một số đất đai để trang trải nợ nần. Vì có nhiều lần tới lui toà án Vĩnh Long, bà có quen với một biện lý người Pháp đa tình tên Des Hameaux. Bởi cảm nghĩa cử cao đẹp của ông này, nên khi viên biện lý cầu hôn, bà nhận lời. Cuộc hôn nhân bất đắc dĩ kéo dài đến năm 1890, biện lý về Pháp và ở luôn bên đó. Từ đấy, bà sống an phận, lo nuôi dạy con...
Bà Trần Ngọc Lầu lâm bệnh mất năm 1937, thọ 74 tuổi.

## Tác phẩm
Trần Ngọc Lầu có để lại tập thơ Ngọc Lầu thi tập.
Nhà biên khảo Huỳnh Minh đã nhận xét tập thơ như sau:
Thơ của bà thiên về tình cảm, lời thâm trầm, ý vị đậm đà. Phần lớn là thơ xướng họa giữa bà với ông Nguyễn Hữu Đức, tô đậm duyên dáng thiên tình sử, giữa giai nhân tài tử trong làng hàn mặc.
Trích:
| Tự than thân Nằm đêm nghĩ lại luống than thầm, Tài bộ như vầy đáng mấy trăm. Khôn khéo dễ thua người vịnh tuyết, Thông minh nào kém bạn thân cầm. Văn chương Tống Tín coi nhiều bợm, Từ điệu Như Hoành ngó vắng tăm. Chí dốc noi theo gương họ Mạnh, Kén lừa cho gặp khách tri âm. | Khóc Phụng Lãm Phụng Lãm ơi, người ở chốn nào? Hai mươi sáu tuổi, một đời sao? Tưởng câu cộng tháp mồ hôi đổ, Nhắc chuyện tri âm, nước mắt trào. Chôn đất khối tình trời đất nhẽ! Đứt dây cầm nguyệt ruột gan bào! Cảnh dời vật đổi, xem buồn nghiến! Nhạn nhớ từng mây, cá nhớ ao. |

Ngoài ra, bà cũng có làm một số bài thơ để nói lên tâm trạng của kẻ sĩ trước thời cuộc, trong số đó có những câu như:
Non sông không thoát cơn mơ mộng
Sóng gió như khêu nỗi bất bằng…
Ai ơi, vì nước không lo liệu
Kẻo đến chân rồi hết nói năng.
(Qua Ba Bèo cảm tác)
Trần Ngọc Lầu, sống cùng thời với Sương Nguyệt Anh (1864-1922), cũng là một nữ sĩ ở Bến Tre. 
Thời Pháp thuộc, phụ nữ được đi học, thành thạo việc văn chương, tính ra chẳng được mấy người. Mặc dù hôm nay, tác phẩm của họ ít còn được yêu chuộng, nhưng ngẫm chuyện "Sương Nguyệt Anh gãy gánh cuộc tình duyên ở buổi đầu, Trần Ngọc Lầu cũng sớm bị tình phụ bạc", vậy mà qua thi văn, vẫn thấy được một tấm lòng biết đau vì nạn nước, vẫn có được "những áng thơ nào thua kém hạng mày râu, thật là tinh hoa của xứ sở... Đôi tấm gương ấy thật đáng cho đời xưng tặng là nữ sĩ tiền phong của miền Nam văn vật.